# A Szellemi Tulajdon Nemzeti Hivatala által adományozott díjak
A Szellemi Tulajdon Nemzeti Hivatala (korábbi nevén a Magyar Szabadalmi Hivatal) által adományozott díjak a következők:

## Szakmai díjak
- Jedlik Ányos-díj
- Akadémiai-Szabadalmi Nívódíj
- Millenniumi Díj
- FORMareFORM

## Pályázati díjak
- Gábor Dénes Kutatási Díj
- „A szakköri munka mint az innovatív gondolkodásra nevelés színtere”
- Diplomamunka pályázatok
- Moholy-Nagy László formatervezési ösztöndíj

## Külső szakmai díjak
- Innovációs Nagydíj
- Ifjúsági Tudományos és Innovációs Tehetségkutató Verseny
- „Lépés a jövőbe” országos design pályázat
- Magyar Formatervezési Díj
- „Az én cégérem”